# Txus Vidorreta
Jesús Vidorreta Gómez (Bilbau, 20 de junho de 1966) é um treinador espanhol que atualmente está a frente do Valencia Basket Club, dividindo seu tempo como assistente técnico da seleção espanhola. Como treinador do Iberostar Tenerife foi campeão da Liga dos Campeões da FIBA e selecionado pela "Associación Española de Entrenadores de Baloncesto" como treinador da temporada regular da Liga ACB 2016-17.

## Clubes e Prêmios
Fonte:Sítio Liga ACB
- 1992-93 Caja Bilbao (assistente)
- 1993-94 Caja Bilbao
  - Campeão da Primeira Divisão (1993-94)
- 1995-96 Askartza
- 1996-97 Bilbao Patronato
- 1997-98 Askartza
- 1998-01 La Palma
  - Campeão da Liga EBA (1998-99)
  - Campeão da Conferência Centro Liga EBA (1999-00)
  - Finalista da Liga EBA (1999-00)
- 2001-10 Bilbao Basket
  - Campeão da LEB2 (2001-02)
  - Campeão da Copa LEB2
  - Finalista da Copa Príncipe de Astúrias (2002-03)
  - Campeão da LEB Ouro (2001-02)
  - Finalista da Supercopa ACB (2007-08)
- 2010-12 Lucentum Alicante
- 2012-15 Estudiantes
- 2015-17 Iberostar Tenerife
  - Campeão da Liga dos Campeões da FIBA (2016-17)
- 2015-presente  Espanha (Assistente)
  - Medalha de Ouro - EuroBasket 2015
  - Medalha de Bronze - Rio 2016
- 2017- presente Valencia
  - Campeão da Supercopa Endesa 2017